# Olijfgrijze honingzuiger
De olijfgrijze honingzuiger (Anthreptes simplex) is een zangvogel uit de familie Nectariniidae (honingzuigers).

## Verspreiding en leefgebied
Deze soort komt voor in Maleisië, Sumatra en Borneo.